# Toyota RAV4
O RAV4 é um utilitário esportivo compacto da Toyota.
Em maio de 2013, a Toyota lançou a 4ª geração do RAV4 no Brasil em três versões: 2,0L 4x2, 2,0L 4x4 e 2,5L com tração 4x4.
Essa geração conta com a opção de transmissão continuamente variável (Câmbio CVT).

## Galeria
- Primeira geração (1994-2003)
- Segunda geração (2000-2005)
- Terceira geração (2005-2012)
- Quarta geração (2012-2018)
- Quinta geração (2018-presente)